# Saltville
Saltville é uma cidade  localizada no estado norte-americano de Virginia, no Condado de Smyth e Condado de Washington.

## Demografia
Segundo o censo norte-americano de 2000, a sua população era de 2204 habitantes.
Em 2006, foi estimada uma população de 2249, um aumento de 45 (2.0%).

## Geografia
De acordo com o United States Census Bureau tem uma área de
21,0 km², dos quais 20,9 km² cobertos por terra e 0,1 km² cobertos por água. Saltville localiza-se a aproximadamente 548 m acima do nível do mar.

## Localidades na vizinhança
O diagrama seguinte representa as localidades num raio de 24 km ao redor de Saltville.